# Кайлеб Дрессел
Кайлеб Дрессел (англ. Caeleb Remel Dressel, нар. 16 серпня 1996, Флорида, США) — американський плавець, дворазовий олімпійський чемпіон 2016 року, семиразовий чемпіон світу, національний рекордсмен.

## Виступи на Олімпійських іграх
| Олімпіада           | Дисципліна                               | Місце |
| ------------------- | ---------------------------------------- | ----- |
| Ріо-де-Жанейро 2016 | 100 м вільним стилем                     | 6     |
| Ріо-де-Жанейро 2016 | 4×100 м вільним стилем                   | 1     |
| Ріо-де-Жанейро 2016 | 4×100 м комплексом                       | 1     |
| Токіо 2020          | 50 м вільним стилем                      | 1     |
| Токіо 2020          | 100 м вільним стилем                     | 1     |
| Токіо 2020          | 100 м батерфляєм                         | 1     |
| Токіо 2020          | 4×100 м вільним стилем                   | 1     |
| Токіо 2020          | 4×100 м комплексом                       | 1     |
| Токіо 2020          | змішана естафета 4x100 метрів комплексом | 5     |
| Париж 2024          | 50 м вільним стилем                      | 6     |